# Lysaker station
Lysaker station är en  järnvägsstation  i Bærums kommun som öppnade samtidigt med Drammenbanen år 1872.
År 1914 brann stationsbyggnaden ned och 1915–1920 ersattes den med en tegelbyggnad i nybarock. I samband med att stationen byggdes om år 1987 revs stationsbyggnaden och en ny ingång ritades av arkitekt Arne Henriksen.
I många år trafikerades stationen bara av lokaltåg. Trafiken utökades med fjärr- och intercitytåg för att förbättra tillgängligheten till flygplats Fornebu och stationen bytte namn till Lysaker/Fornebu. När flygplatsen lades ned i oktober 1998 återfick stationen sitt gamla namn men all trafik behölls.
I samband med utbyggnaden till fyra spår 2005–2009 ersattes Arne Henriksens station av en helt ny anläggning med station och busstation som ritats av arkitektbyrån Snøhetta. På grund av den begränsade platsen längs älven är stationen svagt böjd. Efter ombyggnaden, som kostade 1,1 miljard kronor, blev Lysaker station Norges tredje största station och slutstation för Askerbanen.